# Ян Ходкевич
Ян Геронімович Ходкевич (пол. Jan Hieronimowicz Chodkiewicz; бл. 1537 — 4 серпня 1579) — державний діяч, один із найбільших магнатів Великого Князівства Литовського. Походив з давнього руського боярського роду Ходкевичів.

## Життєпис
У 1547 році записався навчатися в університеті Кенігсбергу, у 1550 — Лейпцигу, потім перебував при дворі імператора Карла V (1516—1556), брав участь у війні з Францією (Францом І). Наприкінці 1555 року повернувся на батьківщину, у 1559 року отримав уряд (посаду) стольника. Згодом на прохання шляхти був призначений жмудським старостою, з 1566 року губернатором Лівонії. Наприкінці 1559 року разом з Полубинським, Зеновичем на чолі своїх найманих рот був відправлений до Інфляндії обложити визнаних за королем у договорі 31 серпня 1559 року замків. Після загибелі батька жмудська шляхта звернулась до короля у 1561 році з проханням надати йому посаду жмудського старости, але отримав тільки «держави» тельшівську, плотельську.
Вороже ставився до укладення унії між Литвою та Польщею. Очолюючи литовську делегацію на сеймі у Любліні в 1569 році, намагався не допустити переходу Волині та Київщини до складу Польщі. Після смерті короля Сигизмунда II Августа (1548—1572) підтримував кандидатуру Генріха III Валуа.
Одужавши після хвороби, в травні 1578 року прибув до С. Баторія у Львові, подав 25 травня прохання про звільнення від обов'язків адміністратора Інфляндії. Як відшкодування за власні витрати під час перебування на посаді, король дав йому привілей на випалювання в королівських лісах на 15000 золотих попелу. З цього часу цілком відійшов від політики.

## Сім'я
Був одружений із Кристиною Зборовською, донькою краківського каштеляна, тлумацького старости Марціна Зборовського. Діти:
- Ієронім
- Олександр — воєвода підляський
- Ян Кароль
- Софія — дружина великого маршалка литовського Христофора Миколай Дорогостайського[10]
- Ганна — дружина Якима (Йоахіма) Корецького
- Олександра — дружина князя Адама Вишневецького
- Єлизавета (Ельжбета).[11]